# HM (患者)
ヘンリー・グスタフ・モレゾン （他の表記として"H.M."、"Henry M.,"など、1926年2月26日 - 2008年12月2日）はアメリカ合衆国コネチカット州マンチェスター生まれの男性である。
てんかんの治療のため、海馬を含む内側側頭葉を切除されたのをきっかけとして、重篤な健忘症が起こったことから、海馬機能の解明に大きな貢献をした。生前は本人のプライバシーに配慮して、本名は非公開であったが、死後ニューヨーク・タイムズでは、本名をヘンリー・グスタフ・モレゾン(Henry Gustav Molaison)と記している。この一件は、脳機能と記憶についての理論の発展、脳損傷の研究で、正常な心理機能の理解を目指す認知神経心理学の発展において、重要な役割を果たした。

## 経歴
HMは、難治性のてんかんを発症していた。てんかんの原因は、結論は出ていないものの、9歳のときの自転車事故であるとされる。彼は部分痙攣を何年も発症しており、16歳の誕生日からは強直性間代性痙攣も発症するようになった。1953年にHMは、ハートフォード病院の外科医ウィリアム・スコヴィル (William Scoville) にかかり、治療を受けた。
スコヴィルはてんかんの発生源を、大脳の内側側頭葉(medial temporal lobe, MTL)に定位し、MTLの外科的切除による治療を提案した。1953年9月1日、スコヴィルは両側の内側側頭葉の一部分を切除した。HMの海馬、海馬傍回、扁桃体のおよそ2⁄3が切除された(内嗅皮質は全て破壊された)。海馬のうち温存された部分は萎縮しており、海馬への主要な入力となる内嗅皮質は破壊されていたため、HMの海馬は完全に機能しなくなったと考えられた。前外側側頭葉の一部も破壊された。
手術後、HMは重度の前向性健忘を発症するようになった。短期記憶は正常であったが、彼は新しいイベントを長期記憶に転送することができなくなった。調査(e.g., Schmolck, Kensinger, Corkin, & Squire, 2002)によると、HMは新規の意味記憶を形成することができなくなっていたが、科学者たちは記憶障害の範囲について検討した。彼は中程度の逆向性健忘も発症しており、手術の3-4日前の出来事のほとんどや、11年前よりも最近に生じた出来事の一部は思い出せなくなっていた。このことは、彼の健忘には時期によって強弱の差があることを示していた(temporally graded)。しかしながら、手続き的記憶の能力については正常であった。たとえば、彼は新しく運動技能を学習することができたが、運動学習をしたということは思い出すことができなかった。
この症例は、スコヴィルとブレンダ・ミルナーにより、1957年に初めて報告された。
ハートフォード (コネチカット州)の施設で介護を受けながら、さらなる検査を受けていたが、2008年12月2日に亡くなった。彼が1990年代に科学者と会話している録音が、2007年に発表されている。
死後HMの大脳は保存され、2009年12月3日 カリフォルニア大学サンディエゴ校のThe Brain Observatoryにて、脳の切片撮影作業が行われ、その模様はライブストリーミングで中継された。

## 記憶の形成過程への示唆
HMは記憶障害と健忘についての示唆を与えたことで重要であるが、それだけではなく彼の脳外科手術によって、特定の脳領野が記憶の形成にはたす特定の役割を理解することができるようになった。このようにして、彼は脳病理学において不可欠な情報をもたらし、正常な記憶機能の理論の発展に寄与した。
特筆すべきことは、彼は短期記憶の想起や手続き的記憶を必要とする課題を遂行することができるが、エピソード記憶は利用できないことである。このことはこれらの記憶システムからの想起が、少なくとも部分的には、脳の異なる領域に媒介されていることを示している。同じように、HMは長期記憶を新規に形成することができなかったが、手術よりも少し前の長期記憶の想起は可能であった。このことは、長期記憶の符号化(記銘)と想起の過程も、固有のシステムにより媒介されていることを示している。

## HMの生涯にわたる科学への貢献
HMの研究は、人間の記憶の構造の理解に革新を生じた。古い理論を否定する証拠が多く発見され、記憶の新しい理論が提案された。特に記憶の過程や、その根底となる神経的構造については、発展が顕著だった(cf. Kolb & Whishaw, 1996)。以下では、主要な発見について概要を述べる。

### 手術

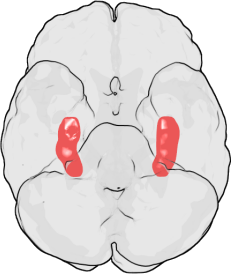
海馬の位置。HMの海馬のほとんどは除去された

10歳のときから、HMはてんかんによる痙攣に苦しんでいた。痙攣が強く頻繁に生じるようになったため、27歳のときに医師はてんかんの原因と考えられた脳の部位を切除することを勧めた。1953年、外科医のスコヴィルがHMの内側側頭葉の手術を行った。手術の領域について、Scoville & Milner (1957)は述べている。"両側の内側側頭葉の切除を行った。前方には側頭葉の端の中間点から8cmまでとし、外側には側頭角まで切除した"(p. 107)。HMは手術から回復し、てんかんの痙攣はかなりの改善となった。しかしながら、手術により深刻な障害が生じた。これはScoville & Milner (1957)により"出来事についての記憶の完全な喪失[...]、伴って、手術の3年前からの部分的な逆行性健忘"(p. 108)。さらに、彼らは発見した：“幼少期の記憶は正常なようであり、人格や一般的知能については障害はみられない” (p. 108)。

### 健忘
HMの状態は、重度の前向性健忘と、時間によって強弱の差がある(temporally graded)逆向性健忘としてまとめられる(Smith & Kosslyn, 2007)。HMは新しい出来事や新しい知識について長期記憶を形成することが全くできなかった - 彼は基本的に思い出のなかを生きていた(Corkin, 2002)。手術の前にはHMは記憶障害を示さなかったことから、内側側頭葉の切除が記憶障害の原因であると考えられる。このことから、内側側頭葉は意味やエピソードについての長期記憶を形成するための主要なコンポーネントであると考えられる(cf. Smith & Kosslyn (2007)では、内側側頭葉はエピソード記憶を符号化するための中心的な領域であるとされている)。こうした考え方は、内側側頭葉に障害をもった他の患者の研究によって、さらに支持されている(cf. Kolb & Whishaw, 1996; Scoville & Milner, 1957)。
このような健忘にもかかわらず、HMは知的検査をきわめて正常に遂行し、ほぼ正常な言語能力を持つことが分かっている。このことは、いくつかの記憶の機能(e.g., 短期記憶の貯蔵、語や音素の貯蔵)は、手術により障害を受けていないことを示している(Smith & Kosslyn, 2007; Corkin, 2002)。HMは短い時間内の出来事であれば想起が可能である。このことは、ワーキングメモリーの実験によりテストされ、以前に呈示した数字の再生を行わせることで示された；実際に、彼の成績は統制群の被験者に劣らなかったのである(Smith & Kosslyn, 2007)。このことは、ワーキングメモリーの機能は内側側頭葉には依拠していないことを示している。さらに、短期記憶と長期記憶という一般的な分類が正しいことも示される(Kolb & Whishaw, 1996)。HMの言語能力が正常であることは、言語の産生や理解、あるいは語彙の記憶が、内側側頭葉のはたらきとは独立に行われていることを示している(Corkin, 2002)。

### 運動技能の学習
ワーキングメモリーや知能が正常であることに加えて、HMは新しい運動技能を学習できることは、運動学習能力が保存されていることを示している(Corkin, 2002)。ミルナーが1960年代初頭に行った実験では、HMは鏡映反転像を見て絵を描く新しい技能を獲得できた(Corkin, 2002)。さらに、コーキン(1968)により、運動学習の能力が温存されていることが示された。この研究では、HMは3種類の異なる運動学習課題でテストされ、3種類ともに完全に学習することができた。HMはある種の問題解決の手続きを学習することが、ハノイの塔課題を用いて示された(Kolb & Whishaw, 1996)。反復プライミングの実験では、HMが非明示的な(意識にのぼらない)記憶を持ちうることを示しており、新しい意味・エピソード記憶を生成できないのとは対照的である(Corkin, 2002)。これらの発見は、運動学習と反復プライミングがエピソードや事実の記憶とは異なる神経的構造に依拠していることを示している；手続的記憶や反復プライミングはHMで切除された内側側頭葉には依拠せず、意味記憶やエピソード記憶は依拠するのである(cf. Corkin, 1984)。HMにおける明示的・非明示的な学習能力の解離は、その神経的基盤とともに、人間の記憶についての我々の理解に重要な貢献をなした：長期記憶は単一ではなく、宣言的・非宣言的なものに分類されるのである(Smith & Kosslyn, 2007)。

### 空間記憶
Corkin (2002)によれば、HMの記憶能力の研究により、空間的記憶域や空間的情報の処理に必要な脳領野についても示唆が得られた。彼は一般には新しいエピソードや事実についての長期記憶を形成できず、ある種の空間記憶の課題にも重度の障害を示すが、HMは彼の住まいの地誌的な見取り図をきわめて詳細に描くことができる。このことは、特筆すべきである。というのは、HMは手術の5年後に現在の住まいに引越しており、その後は前向性健忘を発症しているため、一般的には地誌的記憶も障害されていることが予想されるためである。Corkin (2002)は"毎日部屋から部屋へと歩いている結果、彼の住まいの空間的配置についての認知的地図が生成された"(p. 156)と仮説を立てている。このことの基盤となる神経構造については、Corkin (2002)は空間情報雄を処理するネットワーク(e.g. 後部海馬傍回)が部分的には温存されたためであるとしている。地誌的記憶に加えて、HMは絵画の記憶-再認課題や、著明な顔の再認課題でも学習が可能であるが、後者では音素の手がかりを与えられたときのみ可能である。HMが絵画の再認課題でよい成績を残したのは、腹側頭頂皮質の機能の残存が原因である可能性がある。さらにCorkin (2002)は、HMは新しい宣言的記憶を形成することはできないが、大衆生活に関して少量の貧弱な情報を記憶できることようであった(e.g. 有名人の名前を手がかりを用いて想起できる)。こうした発見は、HMには海馬外に意味・再認記憶の部位が残存することを示しており、内側側頭葉のなかでの機能の連関についての理解を進めている。HMはある種の空間課題では重度の障害を示しており、海馬と空間記憶との関連性のさらなる証拠となっている(Kolb & Whishaw, 1996)。

### 記憶固定
人間の記憶の理解に対するHMのさらなる貢献として、記憶固定、つまり安定した長期記憶の形成に必要な過程(Eysenck & Keane, 2005)、の神経基盤の理解があげられる。HMは時間により強弱の差がある(temporally graded)逆向性健忘を示しており、彼は"いまだに幼少期のことを思い出せるが、手術の前の数年間のことを思い出すのはたいへん困難であった"(Smith & Kosslyn, 2007, p. 214)。彼の古い記憶は障害されず、手術に近い時点での記憶は障害された。このことは、昔の幼少期の記憶は内側側頭葉に依存しないが、最近の長期記憶は依存することの証拠とされる(Smith & Kosslyn, 2007)。内側側頭葉は、手術により切除された部位であるが、記憶の固定に関与するとされ、"内側側頭葉とさまざまな外側皮質領域との相互作用が内側側頭葉の外で記憶を貯蔵すると考えられ、これは皮質での経験の表象のあいだで直接の結合が生じることで実現される"(Smith & Kosslyn, 2007, p. 214).

### 関連文献
- スザンヌ・コーキン 『ぼくは物覚えが悪い:健忘症患者H・Mの生涯』 鍛原多惠子（訳）、早川書房、2014年。ISBN 978-4152095015。